# Grasse
Grasse är en stad med 50 257 invånare i departementet Alpes-Maritimes i sydöstra Frankrike.
Grasse är mest känd för sin parfymindustri sedan slutet av 1700-talet. I omgivningen runt staden finns stora frukt- och blomsterodlingar varifrån de oljor kommer som är grunden för den franska parfymindustrin.
Den 16 mars 2017 skadades flera personer vid en skolskjutning vid gymnasiet Lycée Alexis de Tocqueville. Attentatet föranledde regeringen att sända ut en terrorvarning över mobiltelefoninätet.
Grasse är huvudstad i arrondissementet med samma namn.

## Befolkningsutveckling
Antalet invånare i kommunen Grasse
| Referens: INSEE |